# サム・ウェッブ
サミュエル・ウェッブ（英: Samuel Webb 1945年 - ）は、アメリカ合衆国の政治家。2000年から2014年にかけてアメリカ共産党の議長を務めた。ニューヨーク市在住。
1945年、メイン州に生まれ、1967年、聖フランシスコ・ザビエル大学卒。コネチカット大学で、経済学修士号を得る。1978年から1988年まで、ミシガン州でアメリカ共産党のオルガナイザーとして働く。
もともと、民主党・共和党の二大政党を「資本主義を擁護する党」と批判してきたが、2004年アメリカ合衆国大統領選挙では民主党の候補を支持するよう、党を導いた。バラク・オバマについては、「人民の候補」と称賛した。
中国・イギリス・キューバ・ベトナムを訪問し、共産主義運動の指導者と会談した経験あり。